# Martika
Martika, pseudonimo di Marta Marrero (Whittier, 18 maggio 1969), è una cantante e attrice statunitense.

## Vita e carriera
Nacque a Whittier in California da genitori cubani, emigrati da L'Avana nel 1959. Entrò nello spettacolo tradizionale in un ruolo non accreditato come una delle ragazze orfane nel film del 1982 Annie. È anche conosciuta per il ruolo di Gloria in Kids Incorporated.
Nel 1988 esce il suo primo album, intitolato col suo nome, che contiene i singoli di successo More Than You Know, Toy Soldiers e I Feel the Earth Move.
Nel 1991 è la volta di Martika's Kitchen.

## Discografia

### Album
- 1988 - Martika (UK #11 - USA #15)
- 1991 - Martika's Kitchen (UK #15 - USA #111)

### Raccolte
- 1993 - Twelve Inch Mixes
- 1997 - The Best Of - More Than You Know
- 1998 - I Feel the Earth Move
- 2004 - Love...Thy Will Be Done
- 2005 - Toy Soldiers - The Best Of

### Singoli
- 1989 - Toy Soldiers (UK #5 - USA #1)
- 1989 - I Feel the Earth Move (UK #7 - USA #25)
- 1990 - More Than You Know (UK #15 - USA #18)
- 1990 - Water (UK #59)
- 1991 - Love...Thy Will Be Done (UK #9 - USA #10)
- 1991 - Martika's Kitchen (UK #17 - USA #93)
- 1992 - Coloured Kisses (UK #41)
- 1993 - Safe in the Arms of Love
- 2014 - Flow with the Go

### Video
- 1990 - Martika